# Vittorie per squadra nelle competizioni IIHF per club
Le seguenti tabelle mostrano i vincitori delle competizioni europee per club organizzate dalla IIHF, suddivise fra maschili e femminili.

## Competizioni maschili
Le competizioni europee per squadre di club organizzate dalla Federazione internazionale sono:
- attualmente:
  - Champions Hockey League, dal 2013
  - IIHF Continental Cup, dal 1997
- in passato:
  - Coppa dei campioni (32 edizioni, dal 1965 al 1997)
  - European Hockey League (4 edizioni, dal 1997 al 2000)
  - Supercoppa IIHF (4 edizioni, dal 1997 al 2000)
  - IIHF European Champions Cup o Super Six (4 edizioni, dal 2004 al 2008)
  - Champions Hockey League (2008-2009) (1 edizione, 2008-2009)
  - IIHF Federation Cup (2 edizioni, dal 1995 al 1996)
  - Victoria Cup, dal 2008 (2 edizioni, 2008 e 2009, in collaborazione con l'NHL)

| Pos. | Nazione                | Squadra                   | Attive | Attive | Non più attive | Non più attive | Non più attive | Non più attive | Non più attive | Non più attive | Non più attive | Tot |
| Pos. | Nazione                | Squadra                   | CHL    | CC     | Camp.          | EHL            | ECC            | CHL08-09       | Fed.           | SC             | Vic.           | Tot |
| --- | ---------------------- | ------------------------- | ------ | ------ | -------------- | -------------- | -------------- | -------------- | -------------- | -------------- | -------------- | --- |
| 1. | /                      | HK CSKA Mosca             | -      | -      | 20             | -              | -              | -              | -              | -              | -              | 20  |
| 2. | /                      | HC Metallurg Magnitogorsk | -      | -      | -              | 2              | 1              | -              | -              | 1              | -              | 4   |
| 3. | Rep. Ceca (bandiera)   | ZKL Brno                  | -      | -      | 3              | -              | -              | -              | -              | -              | -              | 3   |
| 4. | Finlandia (bandiera)   | Jokerit Helsinki          | -      | 1      | 2              | -              | -              | -              | -              | -              | -              | 3   |
| 4. | Finlandia (bandiera)   | TPS Turku                 | -      | -      | 1              | 1              | -              | -              | -              | 1              | -              | 3   |
| 6. | Svizzera (bandiera)    | ZSC Lions                 | -      | 2      | -              | -              | -              | 1              | -              | -              | 1              | 3   |
| 7. | Svizzera (bandiera)    | HC Ambrì-Piotta           | -      | 2      | -              | -              | -              | -              | -              | 1              | -              | 3   |
| 7. | /                      | Yunost Minsk              | -      | 3      | -              | -              | -              | -              | -              | -              | -              | 3   |
| 9. | Svezia (bandiera)      | Djurgårdens IF            | -      | -      | 2              | -              | -              | -              | -              | -              | -              | 2   |
| 9. | Svezia (bandiera)      | Frölunda HC               | 2      | -      | -              | -              | -              | -              | -              | -              | -              | 2   |
| 11. | Russia (bandiera)      | Lada Togliatti            | -      | 1      | 1              | -              | -              | -              | -              | -              | -              | 2   |
| 11. | Austria (bandiera)     | VEU Feldkirch             | -      | -      | -              | 1              | -              | -              | -              | 1              | -              | 2   |
| 11. | /                      | AK Bars Kazan             | -      | 1      | -              | -              | 1              | -              | -              | -              | -              | 2   |
| 14. | Francia (bandiera)     | Dragons De Rouen          | -      | 2      | -              | -              | -              | -              | -              | -              | -              | 2   |
| 15. | Svezia (bandiera)      | Luleå HF                  | 1      | -      | -              | -              | -              | -              | -              | -              | -              | 1   |
| 15. | Finlandia (bandiera)   | JYP                       | 1      | -      | -              | -              | -              | -              | -              | -              | -              | 1   |
| 15. | Svezia (bandiera)      | Malmö IF                  | -      | -      | 1              | -              | -              | -              | -              | -              | -              | 1   |
| 15. | /                      | Krylya Sovetov Mosca      | -      | -      | 1              | -              | -              | -              | -              | -              | -              | 1   |
| 15. | Rep. Ceca (bandiera)   | Poldi Kladno              | -      | -      | 1              | -              | -              | -              | -              | -              | -              | 1   |
| 15. | /                      | HK Dinamo Mosca           | -      | -      | -              | -              | 1              | -              | -              | -              | -              | 1   |
| 15. | /                      | Avangard Omsk             | -      | -      | -              | -              | 1              | -              | -              | -              | -              | 1   |
| 21. | Slovacchia (bandiera)  | HC Košice                 | -      | 1      | -              | -              | -              | -              | -              | -              | -              | 1   |
| 21. | Slovacchia (bandiera)  | HC Slovan Bratislava      | -      | 1      | -              | -              | -              | -              | -              | -              | -              | 1   |
| 21. | Slovacchia (bandiera)  | HKm Zvolen                | -      | 1      | -              | -              | -              | -              | -              | -              | -              | 1   |
| 21. | Slovacchia (bandiera)  | MHC Martin                | -      | 1      | -              | -              | -              | -              | -              | -              | -              | 1   |
| 21. | Austria (bandiera)     | EC Red Bull Salisburgo    | -      | 1      | -              | -              | -              | -              | -              | -              | -              | 1   |
| 21. | Ucraina (bandiera)     | Donbas Donec'k            | -      | 1      | -              | -              | -              | -              | -              | -              | -              | 1   |
| 21. | Norvegia (bandiera)    | Stavanger Oilers          | -      | 1      | -              | -              | -              | -              | -              | -              | -              | 1   |
| 21. | Bielorussia (bandiera) | Neman Hrodna              | -      | 1      | -              | -              | -              | -              | -              | -              | -              | 1   |
| 21. | Regno Unito (bandiera) | Nottingham Panthers       | -      | 1      | -              | -              | -              | -              | -              | -              | -              | 1   |
| 21. | /                      | Salavat Julajev Ufa       | -      | -      | -              | -              | -              | -              | 1              | -              | -              | 1   |
| 21. | Italia (bandiera)      | Mastini Varese            | -      | -      | -              | -              | -              | -              | 1              | -              | -              | 1   |
| Legenda: CHL=Champions Hockey League CC=Continental Cup Camp.=Coppa dei Campioni EHL=European Hockey League ECC=European Champions Cup CHL08-09=Champions Hockey League (2008-2009) 'Fed.=Federation Cup SC'=Supercoppa IIHF Vic.=Victoria Cup |                        |                           |        |        |                |                |                |                |                |                |                |     |

- il numero di trofei vinti, escluse le Victoria Cup;
- in caso di parità, il numero di trofei "maggiori" (qualunque denominazione essi abbiano preso nel corso del tempo: Coppa dei campioni, European Hockey League, European Champions Cup e Champions Hockey League) vinti;
- in caso di ulteriore parità, le squadre sono considerate ex aequo.

## Competizioni femminili
L'unica competizione europea per squadre di club femminili organizzata dalla Federazione internazionale è stata l'European Women Champions Cup, la cui prima edizione risale al 2004-2005, ma che è stata chiusa nel 2015.
| Pos. | Nazione              | Squadra              | European Women Champions Cup |
| ---- | -------------------- | -------------------- | ---------------------------- |
| 1.   | Svezia (bandiera)    | AIK                  | 4                            |
| 1.   | Russia (bandiera)    | HK Tornado Mosca     | 4                            |
| 3.   | Russia (bandiera)    | SKIF Nizhny Novgorod | 2                            |
| 4.   | Finlandia (bandiera) | Ilves Tampere        | 1                            |